# Falso Cabo de Hornos
Falso Cabo de Hornos ("Fel Kap Horn" är en udde på ön Isla Hoste i Chile.   Den ligger i regionen Región de Magallanes y de la Antártica Chilena, i den södra delen av landet, 2 500 km söder om huvudstaden Santiago de Chile.
Namnet kommer av att den förväxlats med Kap Horn, Sydamerikas kustöars sydligaste punkt, som ligger 56 km mot sydväst. Många segelfartyg förliste av att man passerade "Fel Kap Horn" och fortsatte österut och hamnade bland trånga sund mellan Wollaston-öarna.